# Волкота
Волкота (рус. Волкота) река је на северозападу европског дела Руске Федерације. Протиче преко територије Андреапољског рејона на северозападу Тверске области.
Река Волкота свој ток почиње у маленом језеру Макаровско, на северу Андреапољског рејона, на подручју Валдајског побрђа. Највећим делом свог тока тече по ниском и замочвареном земљишту. Ширина корита је између 20 и 40 метара, а обале су најчешће обрасле густим шумама. Улива се у језеро Охват, у његовом северозападном делу. Преко реке Западне Двине која свој ток почиње управо у језеру Охват повезана је са басеном Балтичког мора.
Укупна дужина водотока је 61 километар, површина сливног подручја је 668 km², док је просечан проток воде око 7,6 m³/s. Њена најважнија притока је река Говшица.
Река је богата рибом и популарно је туристичко место.